# Oligomyrmex jeanneli
Oligomyrmex jeanneli är en myrart som beskrevs av Santschi 1913. Oligomyrmex jeanneli ingår i släktet Oligomyrmex och familjen myror. Inga underarter finns listade i Catalogue of Life.